# Herinneringsmedaille 1870/1871 (Oldenburg)
De Oldenburgse Groothertog Nicolaas Frederik Peter verleende na de veldtocht tegen Frankrijk, waarbij Oldenburg Pruisen en de andere staten van de Duitse Bond bijstond, aan eenentwintig heren en knechten in zijn gevolg de door hem ingestelde Herinneringsmedaille 1870/1871 (Duits: Erinnerungsmedaille 1870/71).
De regerende vorst reisde uiteraard met een eigen keuken, stalknechten, een kamerheer en een lijfarts. Zo werd deze medaille niet alleen aan de adellijke kamerheer maar ook aan de koksmaat verleend. De 23 Oldenburgse hovelingen en bedienden kregen van de Duitse Keizer Wilhelm I ook de Pruisische Herdenkingsmunt voor Non-Combatanten
De Oldenburgse groothertog heeft vijftig zilveren medailles besteld en maar 21 verleend. De medaille werd aan een zilveren ring bevestigd en aan een geel lint met zwarte bies op de linkerborst gedragen.
Op de voorzijde van de ronde medaille staat een naar links gewend portret van de groothertog met daaromheen de woorden "NICOL. FRIEDR. PETER GROSSHERZOG VON OLDENBURG". Onder de afsnede staan een signatuur en een kleine ster.
Op de keerzijde staan twee samengebonden lauwertakken met daarboven het jaartal 1870/71.